# Разминирование
Размини́рование — процесс обезвреживания мин, неразорвавшихся боеприпасов и самодельных взрывных устройств.

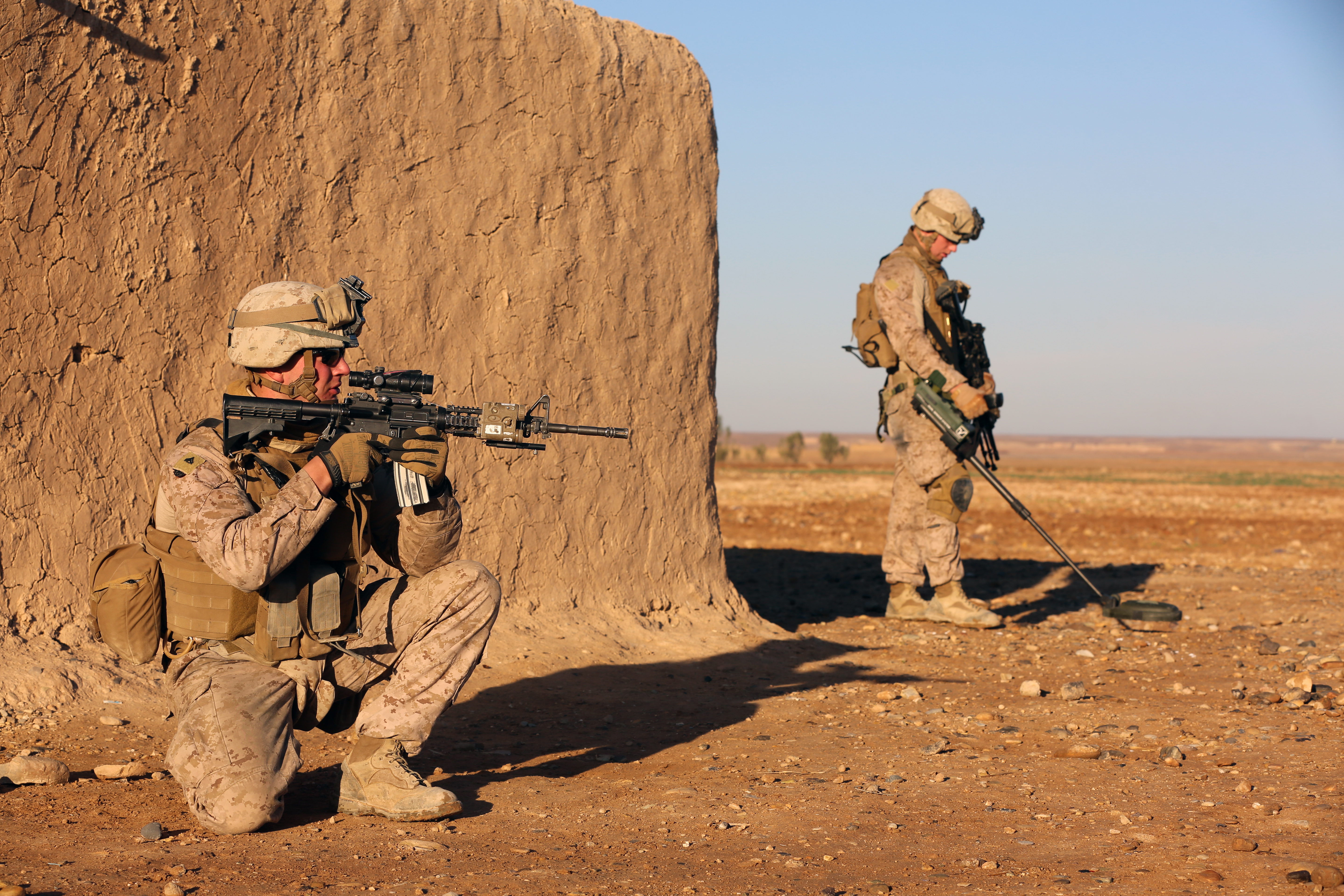
Морской пехотинец США ищет мины миноискателем в провинции Гильменд (Афганистан), 2014 год

## Разминирование во время военных действий

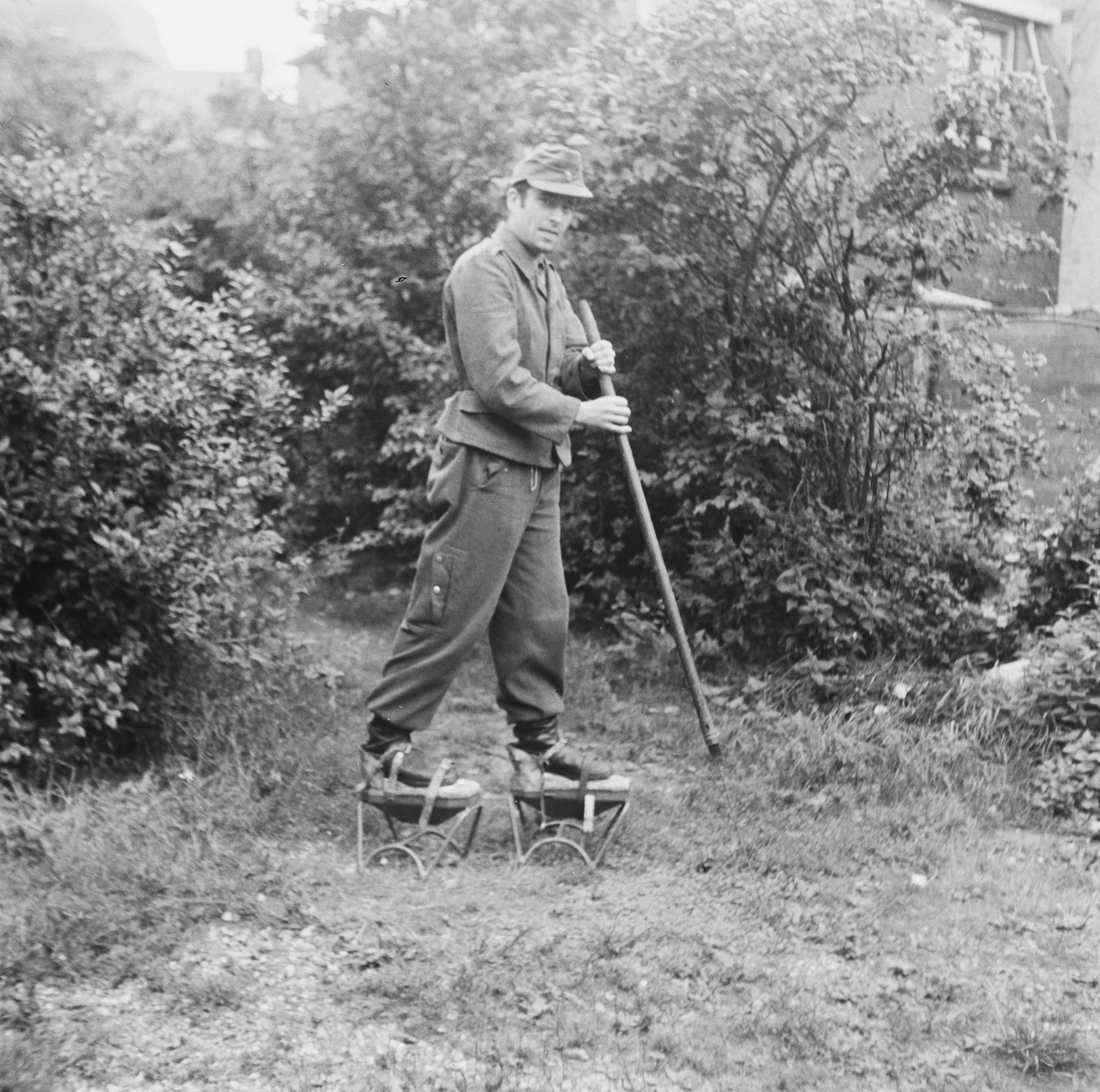
Немецкий военнопленный на ходулях, разминирование Нидерландов в 1945 году

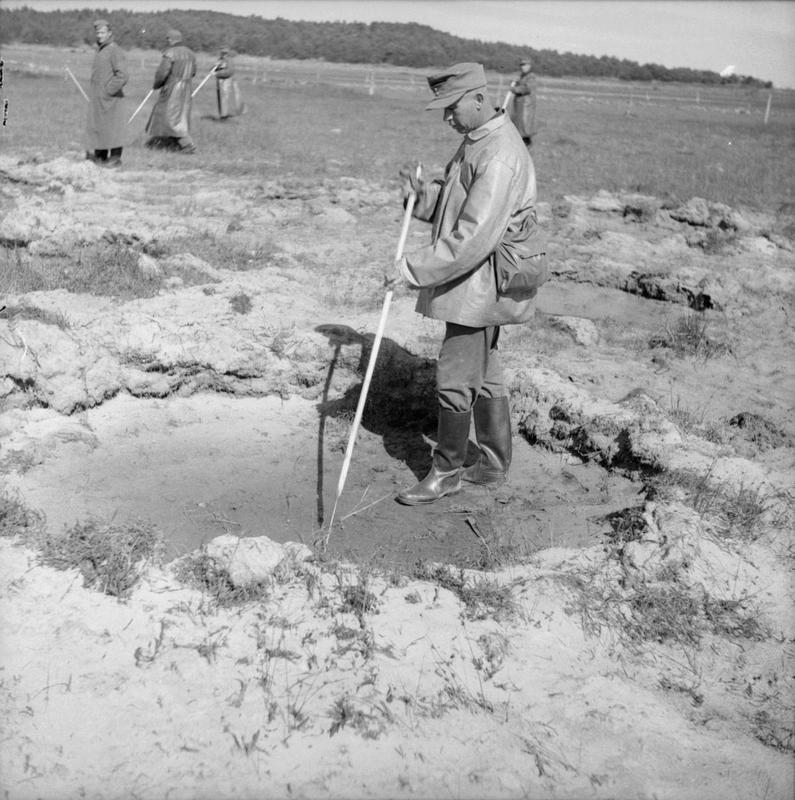
Разминирование Норвегии силами немецких военнопленных, 1945 год

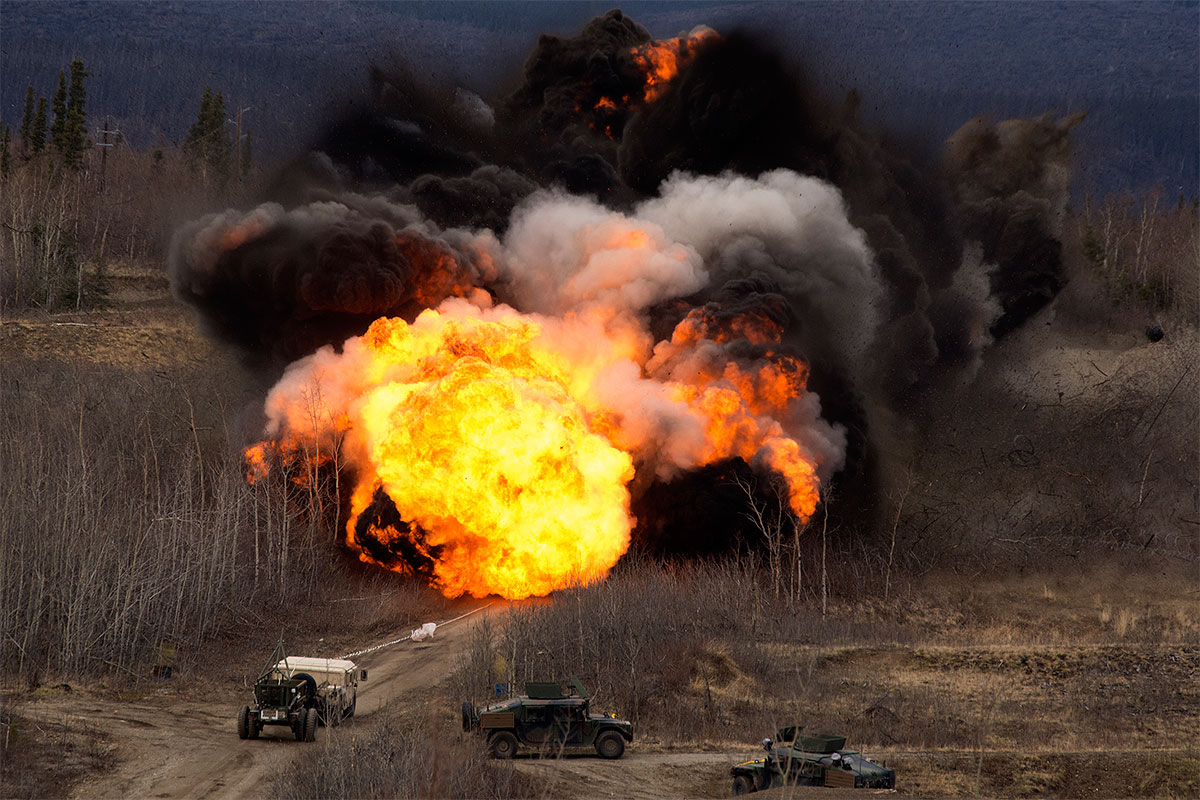
Военные США на учениях производят разминирование с помощью удлинённого заряда.

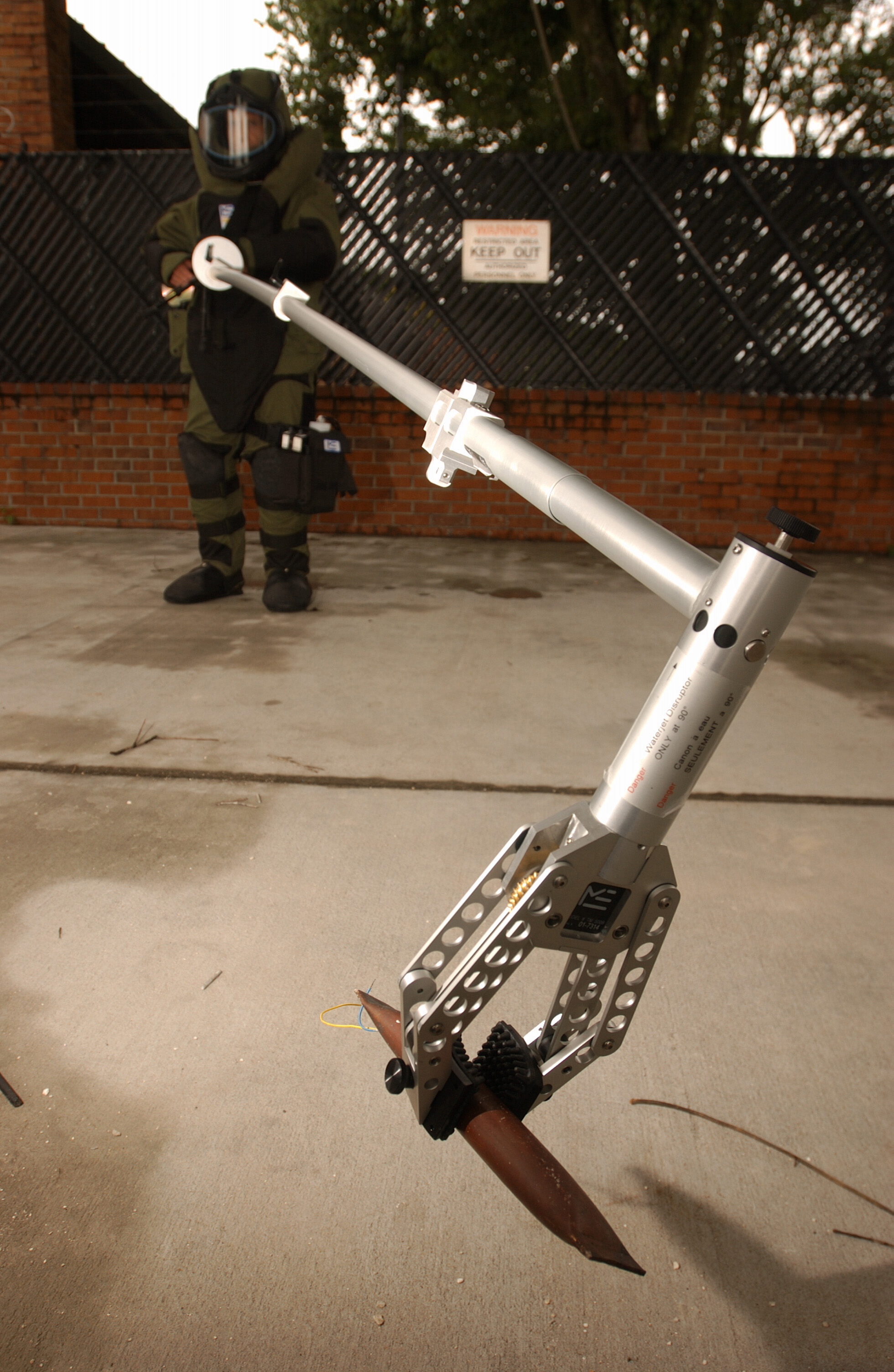
Американский военный моряк на базе подводных лодок Кингс-бей использует манипулятор для подъёма учебной мины

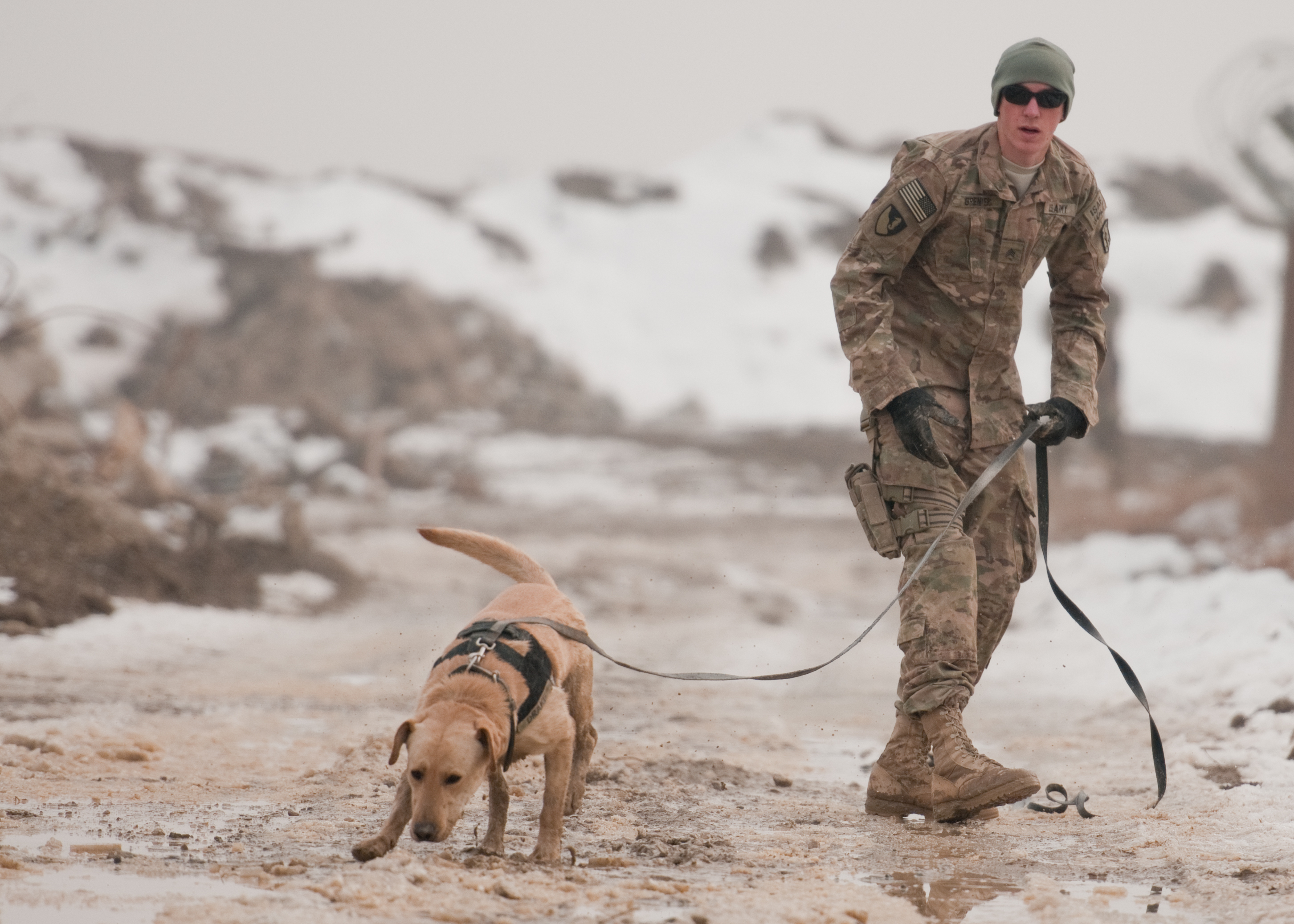
Военнослужащий Армии США обучает минно-разыскную собаку (авиабаза Баграм, Афганистан), 2013 год

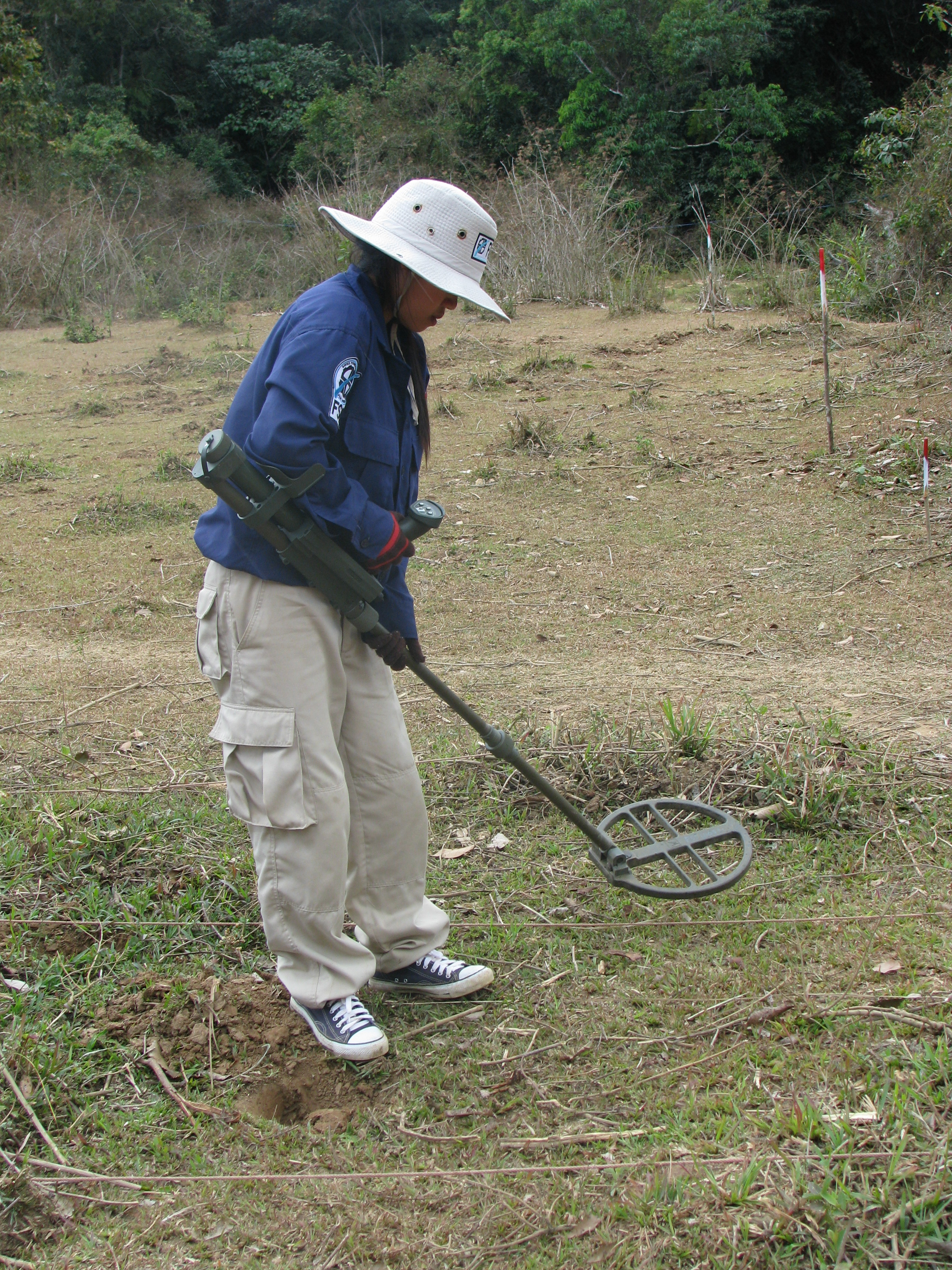
Гуманитарное разминирование в Лаосе, 2009 год

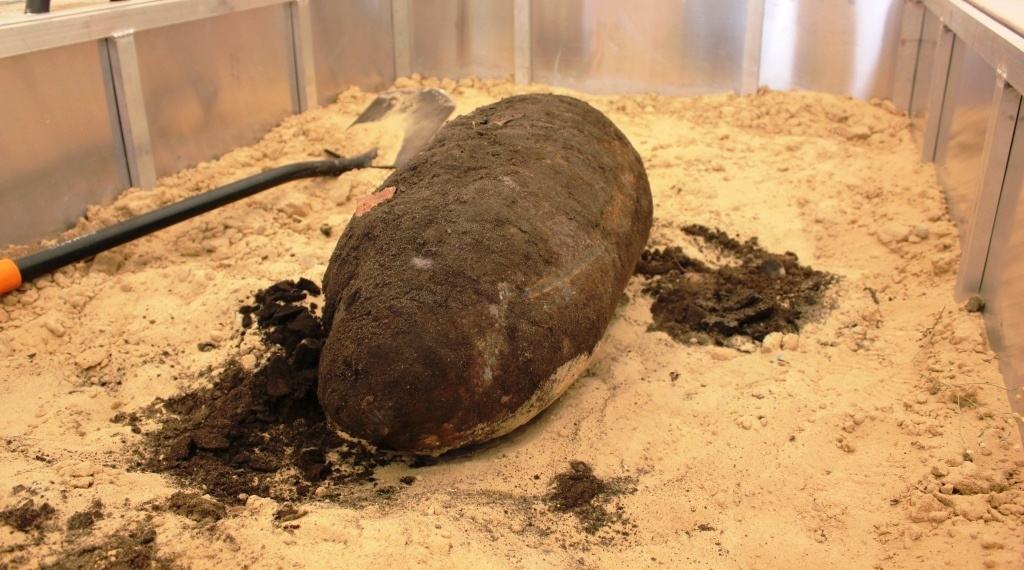
Авиабомба времён Великой Отечественной войны, обезвреженная в Белгороде в 2020-м году

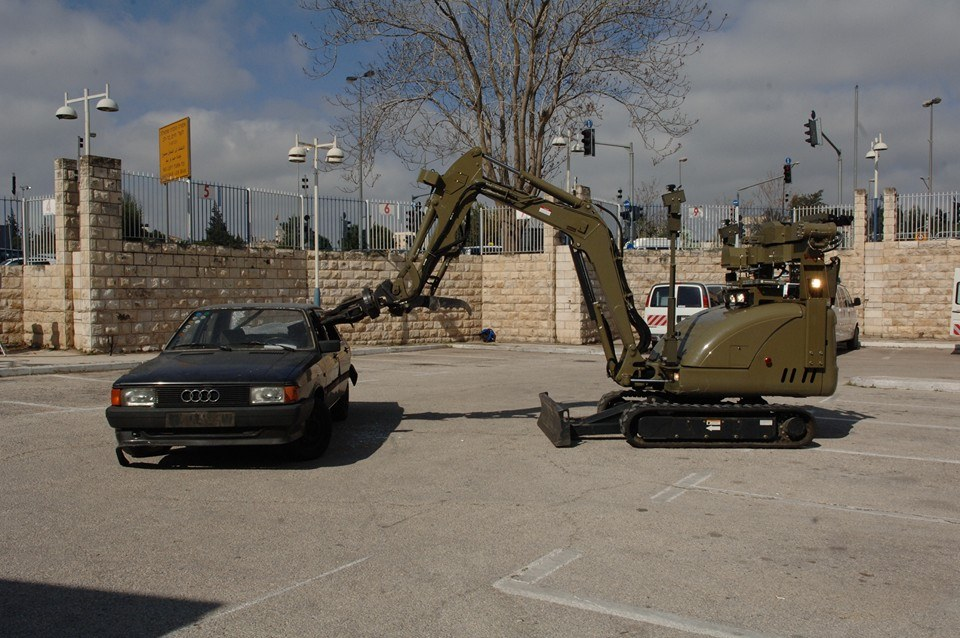
Работа робота израильской пограничной полиции МАГАВ

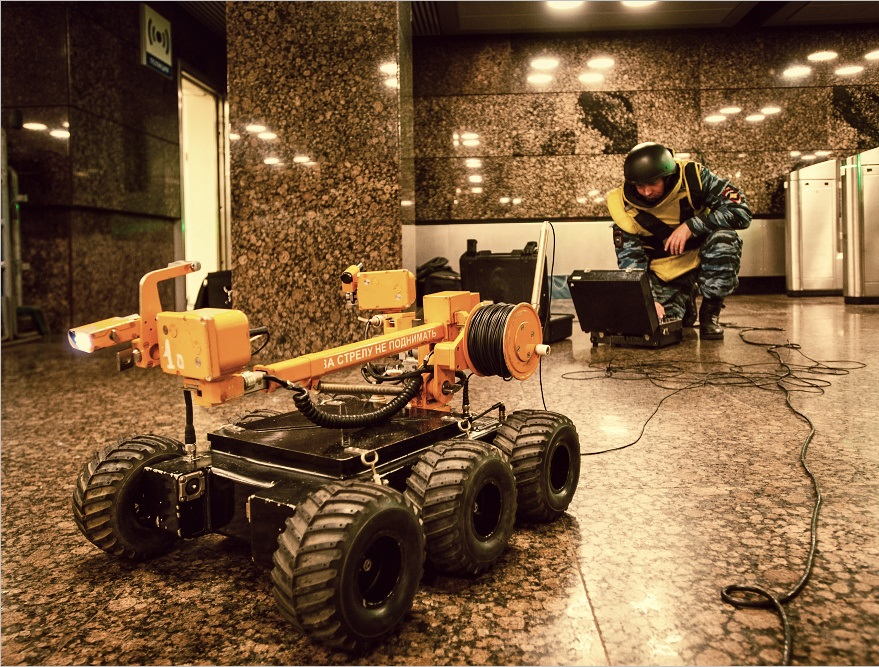
Взрывотехник московской полиции на станции Достоевская

Во время военных действий разминирование производится сапёрными подразделениями или специально подготовленными группами разминирования вручную, расстреливанием или с помощью технических средств (инженерной машины разграждения, минных тралов, удлинённых зарядов).
Сначала силы наземной разведки, действующие в пешем порядке или на автотехнике (бронетехнике), выясняют характер и количество минных заграждений и определяют наиболее эффективные подходы и средства для разминирования. Они отображают выявленные минные поля на карте, устанавливают на местности условные знаки.
Затем сапёры выявляют и обезвреживают отдельные мины, проделывая проходы в минных полях. Считается, что наиболее надёжным способом, хотя и весьма опасным и медленным, остаётся применение минных щупов и переносных миноискателей. Иногда возможно использование катковых минных тралов.
Сплошное разминирование территории производится, когда сроки не являются определяющими. При этом обычно используется ручной способ обезвреживания мин, также используются танковые тралы. Этот способ применяется при разминировании важных объектов (аэродромов, узлов шоссейных дорог, складов и баз, гидротехнических сооружений и т. п.).
Для разминирования также применяются специально обученные животные (собаки, свиньи и др.). Во время Великой Отечественной войны с помощью собак советскими военными было обнаружено более 4 млн мин. Во время Афганской войны собаками было обнаружено свыше 7 тыс. мин и других взрывоопасных предметов. Собаки также использовались для разминирования во время Первой чеченской войны и Второй чеченской войны.
В настоящее время для разминирования всё чаще применяют роботов-сапёров.
Морские мины обезвреживают корабли-тральщики и противоминные вертолёты.

## Гуманитарное разминирование
Гуманитарное разминирование производится после окончания боевых действий, для обеспечения безопасности мирного населения.
После завершения войны за независимость Бангладеш, в марте 1972 года было подписано соглашение между Бангладеш и СССР, в соответствии с которым в 1972—1973 годах советские специалисты разминировали от морских мин подходы к порту Читтагонг и устье реки Карнапхули.
В июне—ноябре 1974 года по просьбе правительства Египта отряд кораблей Тихоокеанского и Черноморского флотов ВМФ СССР осуществил разминирование Суэцкого залива (траление продолжалось более 6 тыс. часов, за это время советские корабли прошли с тралами свыше 17 тыс. морских миль и проверили акваторию площадью 1250 квадратных миль). В результате, судоходство в заливе было восстановлено.
После окончания Фолклендской войны в 1982—2020 годах было проведено разминирование Фолклендских островов.
По некоторым оценкам, общее число мин, которые до сих пор не обезврежены в 60 странах мира, может достигать от 100 до 110 миллионов. Считается, что наибольшее их число находится в Афганистане, их также очень много в Камбодже, Лаосе, Боснии и Герцеговине и Анголе. Также к числу стран с наиболее «загрязнённой» минами площадью (более 100км²) в 2016 году относились Азербайджан, Ирак, Таиланд, Турция, Хорватия и Республика Чад.
Гуманитарное разминирование проводят как военнослужащие, так и сотрудники служб по чрезвычайным ситуациям, а также сотрудники частных организаций, заключивших договоры о разминировании с государственными и международными органами. Большая часть деятельности по разминированию финансируется и координируется гуманитарными организациями, включая UNMAS и HALO Trust.
Ежемесячно жертвами мин в мире становятся 500—800 человек, треть из них — дети. По мнению экспертов, при использовании существующих технологий на разминирование во всем мире потребуется около тысячи лет и до ста миллиардов долларов, при этом на каждые 5 000 обезвреженных мин придётся один погибший и двое раненых сапёров.
Самой масштабной операцией по разминированию, осуществлённой на коммерческой основе, было разминирование территории Кувейта после войны в Персидском заливе 1991 года. Оно обошлось в 700 миллионов долларов, в нём участвовали 4000 иностранных саперов, 84 из которых погибли.
В 2015 году, после 22 лет работы по разминированию, во время которой было обезврежено более 200 000 мин, был объявлен свободным от мин Мозамбик.
Бельгийская благотворительная организация APOPO с 1990-х годов обучает обнаруживать мины гигантских африканских сумчатых крыс. Одна из них, по имени Магава, получила за разминирование в Камбодже, где она помогла найти 39 мин и 28 неразорвавшихся боеприпасов, золотую медаль от британской благотворительной организации People's Dispensary for Sick Animals.

## Обезвреживание случайно найденных боеприпасов
Обезвреживанием случайно найденных неразорвавшихся боеприпасов занимаются как военнослужащие, так и сотрудники служб по чрезвычайным ситуациям. Иногда при этом требуется эвакуация жителей.

## Обезвреживание самодельных взрывных устройств
Обезвреживанием самодельных взрывных устройств, используемых террористами и другими преступниками, занимаются обычно специальные подразделения полиции и спецслужб.
В России этим занимаются инженерно-сапёрные подразделения МВД России и ФСБ.